# آندره سوکولوف
آندره یوریویچ سوکولوف (به روسی: Андре́й Ю́рьевич Соколо́в) (زاده ۲۰ مارس ۱۹۶۳ در وورکوتا) استادبزرگ شطرنج اهل روسیه است و در حال حاضر در فرانسه زندگی می‌کند. او در اواخر دهه ۱۹۸۰ از بازیکنان پیشرو در جهان بوده‌است.

## سال‌های شکل‌گیری
او بازی شطرنج را از پدر خود فرا گرفت. در ۶ سالگی شطرنج را با خواندن یک کتاب از الکساندر آلخین فرا گرفت و در ۱۲ سالگی وارد یکی از مدارس شطرنج مسکو شد.
سوکولوف در سال ۱۹۸۱ قهرمان اصلی مسابقات مسکو شد ولی اندکی پس از آن در مسابقات آزاد بزرگ شکست خورد.

## رفتن به فرانسه
او در سال ۲۰۰۰ به فرانسه رفت و ملیت فرانسوی را به‌دست‌آورد. وی درحالی که هنوز موفق به پیروزی مسابقات قهرمانی ۲۰۰۳ نشده بود در بازی با Joël Lautier و Étienne Bacrot به تساوی رسید و به قهرمانی نزدیک شد. وی در سال ۲۰۰۵ جایگاه دوم مسابقات را به‌دست‌آورد.
وی دو بار برای تیم المپیک فرانسه (در سال ۲۰۰۶ و ۲۰۰۷) بازی کرد.